# Chanson

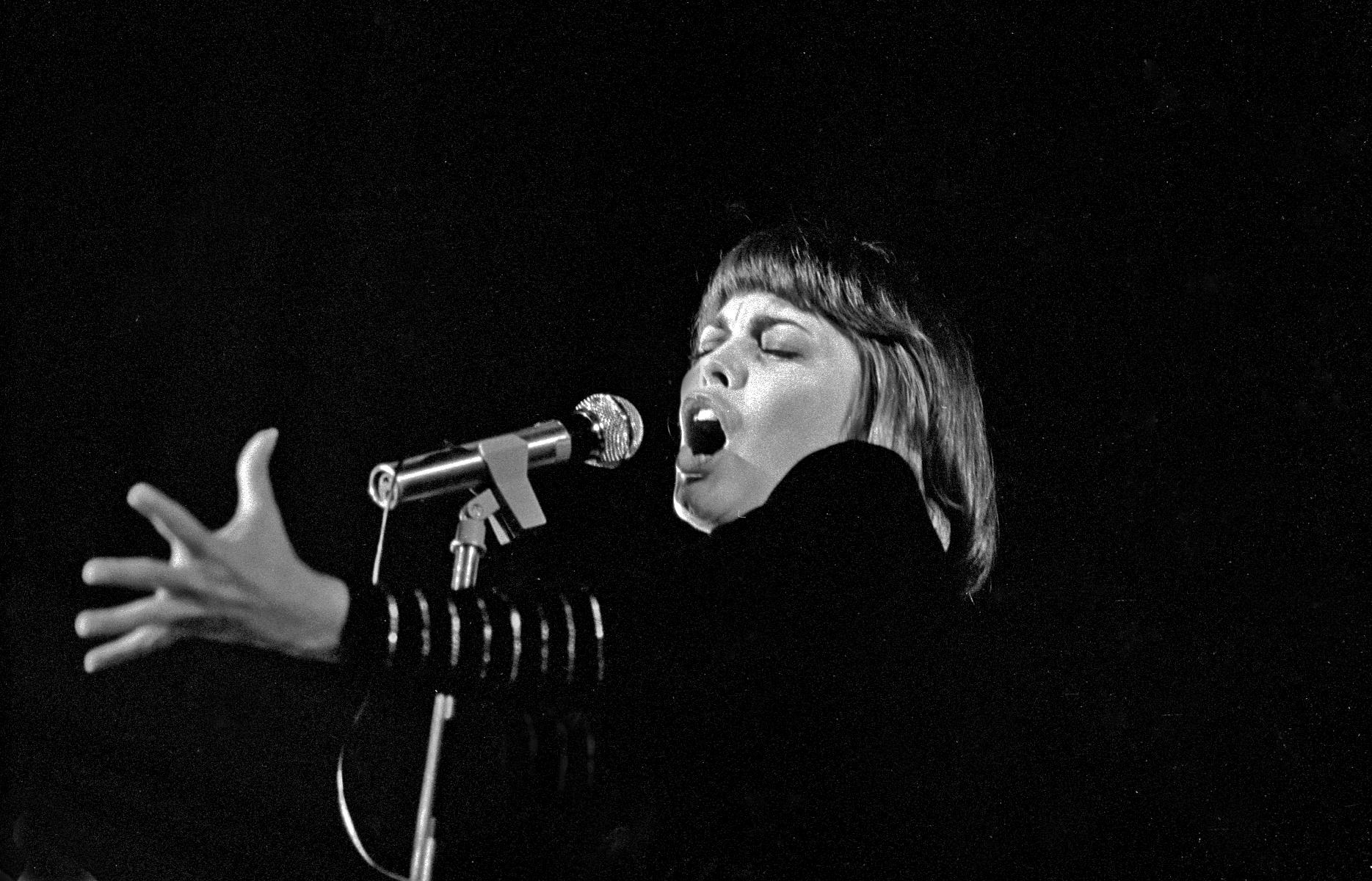
Chanson

Chanson (phát âm tiếng Pháp: [ʃɑ̃sɔ̃], nghĩa là bài hát, từ tiếng Latin cantio) là tên gọi chung bất cứ bài hát Pháp nào có lời hát vào cuối thời trung cổ cho đến thời phục hưng.

## Các nhà soạn nhạc nổi bật
- Guillaume de Machaut
- Guillaume Dufay
- Gilles Binchois
- Johannes Ockeghem
- Josquin des Prez
- Claudin de Sermisy
- Clément Janequin